# Sächsische VI
Die sächsischen VI waren Schnellzuglokomotiven der Königlich Sächsischen Staats-Eisenbahnen.

## Geschichte
Borsig hatte 1865 neun und Hartmann zwischen 1860 und 1867 24 Lokomotiven an die Westliche Staatsbahn geliefert, die 1869 in den Königlich Sächsischen Staats-Eisenbahnen aufging. Die 1870 von Hartmann gelieferten weiteren acht Lokomotiven kamen direkt zur Staatsbahn. Als 1 B Eilzuglokomotiven wurden sie, je nach Hersteller, der Gattung B VI bzw. H VI zugeteilt. Schwartzkopff hatte 1874 14 1 B Schnellzuglokomotiven an die Berlin-Dresdner Eisenbahn geliefert. Nachdem die Bahn 1887 von Preußen verstaatlicht worden war, wurden 1888 Strecke und Betriebsmittel zwischen Preußen und Sachsen aufgeteilt. Sechs dieser Schnellzugloks erhielt die K. Sächs. Sts. E. B. als Gattung Schw VI, die anderen acht kamen zu den Preußischen Staatseisenbahnen. Auch die Leipzig-Dresdner Eisenbahn hatte 1875 und 1876 je 6 Schnellzuglokomotiven von Henschel beschafft, die seit der Verstaatlichung 1876 das Gattungszeichen Hsch VI oder auch Hl VI trugen.
Die ersten Exemplare hatten noch einen Vierseitkuppelkessel von Stephenson und einen Gabelrahmen. Spätere Ausführungen (Schwartzkopff, Henschel) wurden mit einem Cramptonkessel und einem Vollblechrahmen gebaut. Da deren technische Daten z. T. deutlich von denen der Borsig- und Hartmann-Lieferungen abweichen (kleinere Treibräder, höherer Kesseldruck), sind sie in der Tabelle nur an einigen Stellen in Klammern angefügt. Alle Exemplare hatten waagerechte Außenzylinder. Zwei Lokomotiven aus der Hartmann-Lieferung von 1870 erhielten 1885 eine Nowotny-Laufachse, sodass sich die Achsfolge in 1' B und das Gattungszeichen in H VIb änderte. Die älteren Bauarten der Gattung VI (seit 1896 gehörte die Herstellerangabe nicht mehr zur Gattungsbezeichnung) wurden um die Jahrhundertwende aus dem Dienst genommen (bis 1905), die von Schwartzkopff- und von Henschel gelieferten Fahrzeuge folgten ab 1910. Auch wenn diese Maschinen in den 1920er Jahren schon Raritäten waren, wurden noch drei Exemplare im vorläufigen Umzeichnungsplan der Deutschen Reichsbahn als 34 8001–8003 berücksichtigt, im endgültigen Plan von 1925 war die Gattung aber nicht mehr vertreten.